# Hao Ran
Hao Ran (chino: 浩然; 1932 – 20 de febrero de 2008) alias del escritor chino Liang Jinguang (梁金广), el único que publicó novelas durante la Revolución Cultural. Su trabajo Días soleados fue elegiado por Jiang Qing. En 1977, se unió al Comité Revolucionario de Pekín. Su autobiografía se publicó en 2000.

## Obras seleccionadas
- 《金光大道》,1972